# Andréas Konstantínou
Pour les articles homonymes, voir Konstantínou.
Andréas Konstantínou (en grec moderne : Ανδρέας Κωνσταντίνου), né à Nicosie le 12 octobre 1980, est un footballeur international chypriote, qui évoluait au poste de défenseur.

## Biographie

### Carrière en club
Andréas Konstantínou dispute 12 matchs en Ligue des champions, et 9 matchs en Coupe de l'UEFA,.

### Carrière internationale
Andréas Konstantínou compte huit sélections avec l'équipe de Chypre entre 2005 et 2009.

## Palmarès
- Championnat de Chypre :
  - Champion en 2008 (Anorthosis Famagouste).
  - Vice-champion en 2010 (Anorthosis Famagouste).
- Coupe de Chypre de football :
  - Finaliste en 2008 (Anorthosis Famagouste).
- Supercoupe de Chypre :
  - Finaliste en 2008 (Anorthosis Famagouste).